# Martinstor in Cochem

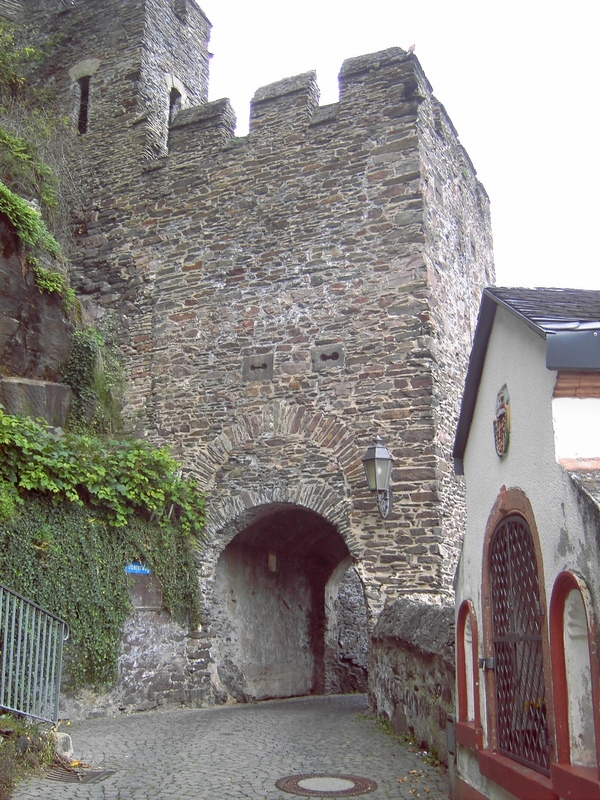
Martinstor mit Heiligenhäuschen im Vordergrund

Das Martinstor in Cochem oder auch Mäuschesportz ist neben dem Enderttor und dem Balduinstor eines der drei noch existierenden Stadttore der Kreisstadt Cochem.

## Historie
Das Martinstor ließ Kurfürst Balduin von Luxemburg, der gleichzeitig Erzbischof von Trier war, im Jahre 1352 errichten. Der im Volksmund für das Stadttor gebräuchliche Name Mäuschesportz weist auf seine damalige Verwendung als Maut- oder Zolltor hin. Hierbei wurde eine Zollkette (Haspel) zwischen der Reichsburg und dem gegenüberliegenden Moselufer gelegt. Hierdurch konnten Schiffe gestoppt werden, um die Entrichtung von Zöllen zu erzwingen.
Der kleinere Turm des Martinstores wurde durch Louis Jacques Ravené, einem späteren Eigentümer des Stadttores, zu einem Eiskeller umgebaut.

## Umgebung des Tores
An der Toraußenseite befindet sich ein Serpentinenweg. Dieser wurde von Ravené über den Steilhang zur Reichsburg angelegt.
Ein Heiligenhäuschen „Zur schmerzhaften Mutter“ aus dem Jahre 1710 befindet sich am durch das Tor führenden Fahrweg, wenige Meter vor dem Tor.